# 미하일 1세 랑가베

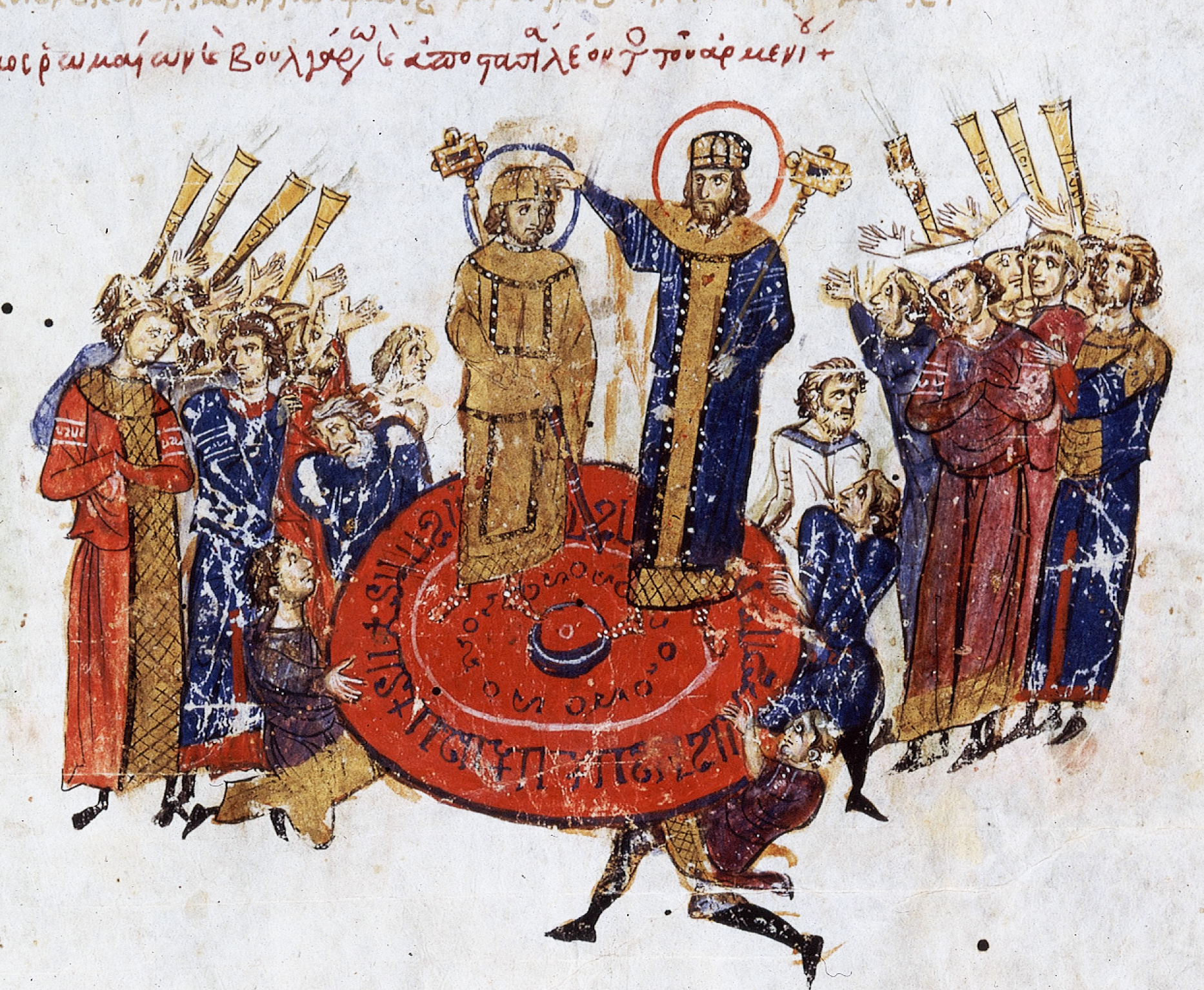
미하일 1세 랑가베 대관식

미하일 1세 랑가베(그리스어: Μιχαήλ Α' Ραγκαβής, ? - 845년 1월 11일)는 811년 10월 2일부터 813년까지 동로마 제국의 황제였다.
미하일은 동로마 제국의 에게해 함대 사령관인 테오필락토스 랑가베의 아들로 궁정대신으로 지내다가 니키포로스 1세의 딸 프로코피아와 결혼하였다. 811년 처남이자 전임 황제인 스타우라키오스가 불가르족 칸 크룸에 대항해 싸우다가 중상을 입고 황제로서의 업무를 제대로 수행할 수 없게 되자 궁정에서 비잔티움의 새 황제로 선출되었다.
그는 니키포로스가 시작한 엄격한 과세정책을 철회하고 화해정책을 시도했다. 또한 이미 전임 황제 니키포로스가 시작한 일이긴 하지만 서방 황제인 샤를마뉴와 협상을 벌여 베네치아를 포함해 아드리아해의 다른 도시들을 넘겨받는 대가로 샤를마뉴를 또 다른 황제로 인정했다. 그와 그의 황후 프로코피아는 낭비가 심했고 교회와 수도원에 막대한 재산을 기부하여 제국의 국고를 탕진했다. 종교적으로도 완고한 수도원 극단주의자인 스투디움의 테오도루스의 영향력 아래에 있었다.
812년 봄 불가르족의 크룸이 군대를 이끌고 흑해 연안의 비잔티움령 도시 데벨투스를 점령하고 그 주민들을 불가리아로 이주시킨 뒤 강화를 제안했다. 힘이 없었던 미카엘은 크룸의 강화 제의를 받아들였어야 했지만 완고했던 스투디움의 테오도루스의 반대로 거절당했고 그 뒤 크룸이 다시 쳐들어와 812년 11월 메셈브리아 시를 점령했다. 이듬해 미하일은 대군을 규합해 불가르족과 전투를 위해 진격했다. 마침내 6월 21일 양측이 대규모로 전투를 벌였는데 갑자기 비잔티움의 장군인 아르메니아인 레온의 아나톨리아 군대가 전선을 버리고 도망쳤다. 이 때문에 전세는 역전되고 비잔티움군은 전투에서 지고 말았다.
수도 콘스탄티노폴리스로 도망쳐온 미하일은 스스로 제위에서 내려와 아타나시오스라는 이름으로 수도사가 되어 수도원으로 도망쳤다. 황후와 딸들은 수녀원에 감금되고 아들들은 거세되어 강제로 수도사가 되었는데, 그들 중 하나인 니케타스(이그나티오스)는 훗날 콘스탄티노폴리스 총대주교가 되었다. 다음 황제로는 전투에서 도망쳤다가 수도에 입성한 아르메니아 장군 레온 5세가 결정되었다. 미하일은 그 후로도 32년을 더 수도사로 살다가 845년 1월 11일 마르마라해의 수도원에서 죽었다.

## 같이 보기
- 동로마 황제